# Merianina leptogaster
Merianina leptogaster är en tvåvingeart som beskrevs av Ignaz Rudolph Schiner 1868. Merianina leptogaster ingår i släktet Merianina och familjen sorgmyggor. Inga underarter finns listade i Catalogue of Life.